# 特攻!BAD BOYS
『特攻!BAD BOYS』（とっこう ばっどぼーいず、原題：BAD BOY 特攻、英語題：For Bad Boys Only）は、2000年の香港映画。闇にはびこる悪を退治する3人組の特攻チーム“BAD BOY”が、美女の失踪事件の裏に潜む悪に立ち向かうアクション映画。

## キャスト
- キング：イーキン・チェン（宮本充）
- ジャック：ルイス・クー（小山力也）
- ヤン・チン／イレブン／シャドウ：スー・チー（3役）（石塚理恵）
- クイーン：クリスティ・ヨン（井上喜久子）
- ティン：ダニエル・チャン
- サカモトタロウ：マーク・チェン
- ヤン・ヘンチマン：ジェリー・ラム
- エンジェル：ケリー・リン

## スタッフ
- 監督：イップ・ワイマン
- 製作・脚本：マンフレッド・ウォン
- 撮影：ライ・イウファイ
- アクション指導：李達超